# Fosses (Val-d'Oise)
Fosses è un comune francese di 9 663 abitanti situato nel dipartimento della Val-d'Oise nella regione dell'Île-de-France.

## Geografia fisica
Fosses è situata a 32 km a nord di Parigi.

## Monumenti e luoghi d'interesse
- Chiesa di Santo Stefano, costruita tra il 1170 ed il 1200 e tra il 1230 ed il 1240. È stata classificata monumento storico nel 1913[2].

## Società

### Evoluzione demografica
Abitanti censiti

## Infrastrutture e trasporti
Fosses è servita da una stazione della linea D della RER.